# Iwowe
Iwowe – wieś sołecka w Polsce położona w województwie mazowieckim, w powiecie garwolińskim, w gminie Borowie.
| SIMC    | Nazwa         | Rodzaj    |
| ------- | ------------- | --------- |
| 0668784 | Iwowe-Kolonia | część wsi |
| 0668790 | Iwowe-Parcele | część wsi |

Wieś królewska położona była w drugiej połowie XVI wieku w powiecie garwolińskim  ziemi czerskiej województwa mazowieckiego. 
W latach 1526–1795 wieś należała do starostwa latowickiego. W latach 1795–1809 była pod zaborem austriackim. Od 1809 w Księstwie Warszawskim, guberni warszawskiej. W latach 1870–1954 należała do gminy Iwowe, a w latach 1954-1972 do gromady Iwowe. Od 1973 należy do gminy Borowie. W latach II Rzeczypospolitej była w granicach województwa warszawskiego, 1939-1945 w Generalnym Gubernatorstwie, a w 1946-1975 w województwie warszawskim.
W latach 1975–1998 miejscowość administracyjnie należała do województwa siedleckiego.
Wierni Kościoła rzymskokatolickiego należą do parafii Świętej Trójcy w Latowiczu.
W miejscowości jest przystanek kolejowy Iwowe.

## Historia
Najstarszy ślad osadnictwa stanowi cmentarzysko kultury grobów kloszowych na południe od wsi w rejonie nazywanym „Łysymi Górami”. Wieś wzmiankowano po raz pierwszy w 1525. W 1565 powierzchnia gruntów wynosiła 36 włók i 63 gospodarstwa, we wsi była karczma. W 1613 było 46 domów. Podczas wojen szwedzkich wieś została spalona (pozostała jedynie karczma). W 1789 we wsi były 44 domy. W 1827 wieś liczyła 46 domów i 280 mieszkańców. W 1870 utworzono gminę Iwowe (istniała do 1975). W 1880 po pożarze wioski pozostało 40 domów. W 2 poł. XIX wieku powstała szkoła elementarna. 
Podczas II wojny światowej mieszkańcy wioski działali w AK. W dniach 24 i 25 lutego 1944 miała miejsce akcja odwetowa Niemców za próbę odbicia więźniów ze szkoły-więzienia w Latowiczu. W odwecie zamordowani zostali: Bronisław Kosut, Jan Kosut, Władysław Kosut, Kazimierz Ositek, Jan Pazura, Henryk Zaborowski. W 1960 powstało Koło Gospodyń Wiejskich. W latach 1970–1973 wzniesiono murowany budynek szkoły.
Nazwa wsi odnosiła się do miejsca gdzie rosły wierzby iwy. Jest to tylko pierwszy człon nazwy, która pierwotnie brzmiała zapewne „Iwowe Bagno” lub „Iwowe Błota” i odnosiła do rozciągających w okolicy mokradeł, na których rosły wierzby.